# Hotot-en-Auge
Hotot-en-Auge é uma comuna francesa na região administrativa da Normandia, no departamento Calvados. Estende-se por uma área de 25 km². Em 2010 a comuna tinha 300 habitantes (densidade: 12 hab./km²).

## Liens externes
- «Gite de France à Hotot-en-Auge pour découvrir le lieu»